# Petriș (Arad)

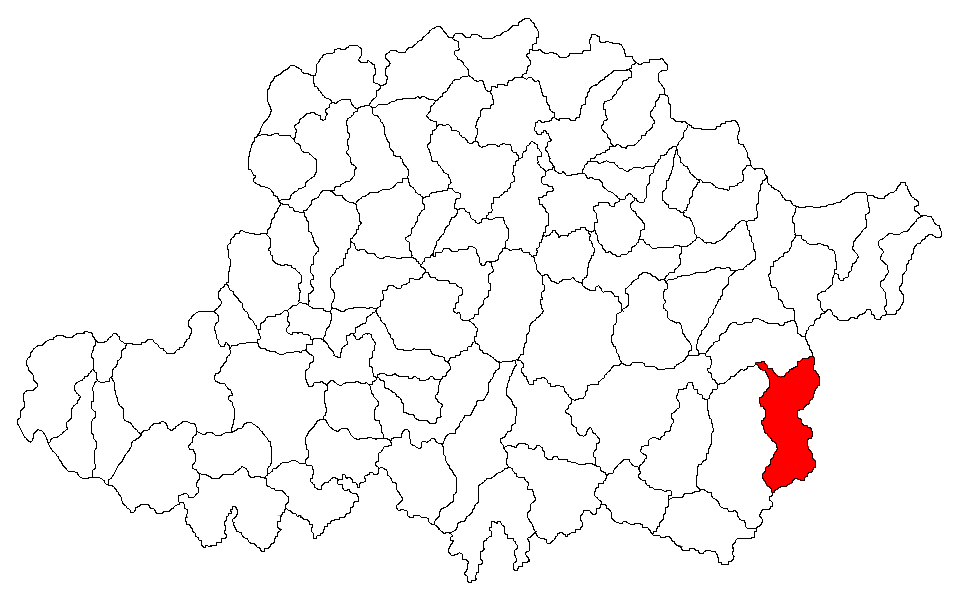
Lage der Gemeinde Petriș im Kreis Arad

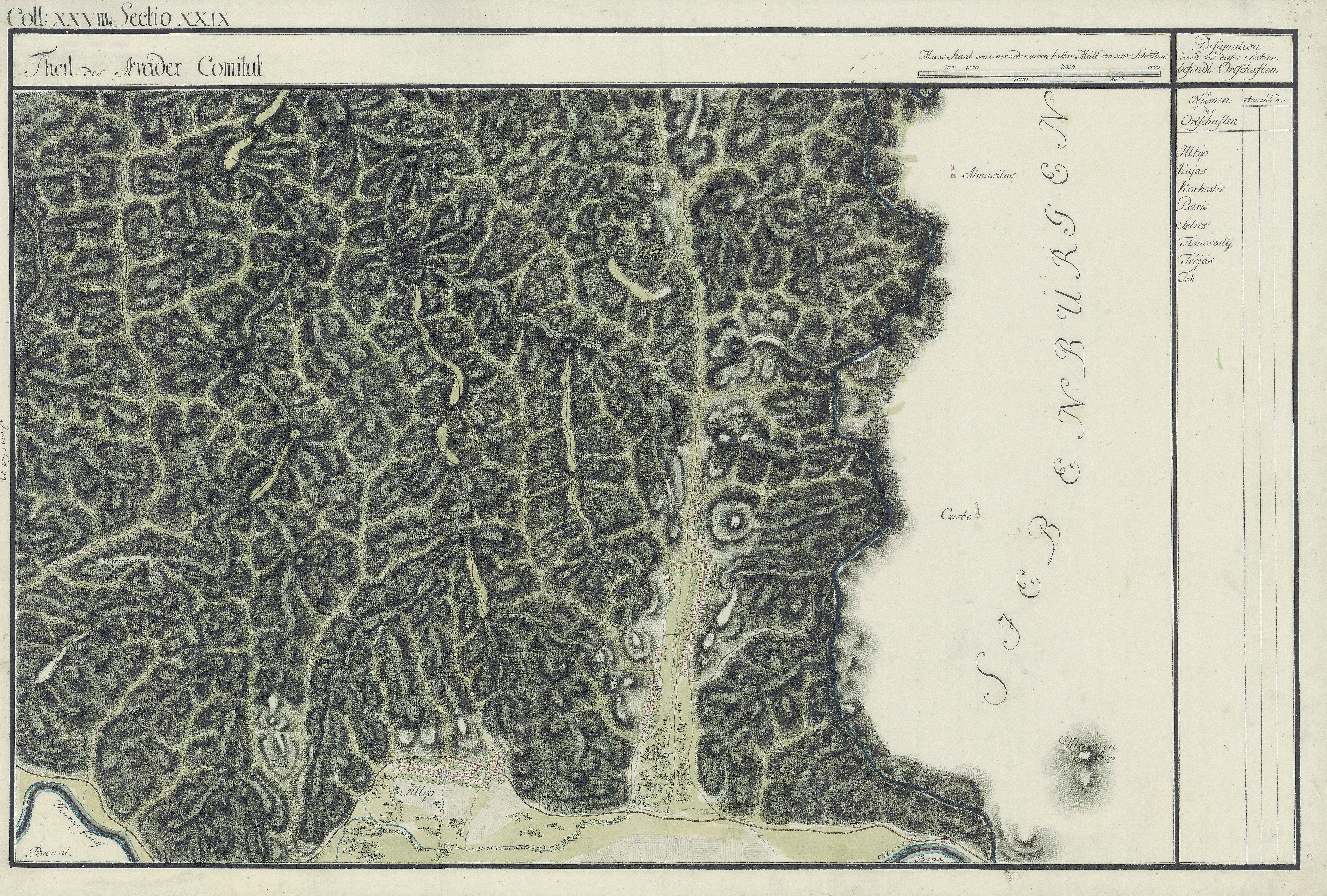
Petriș (Petris) auf der Josephinischen Landaufnahme von 1782–1785.

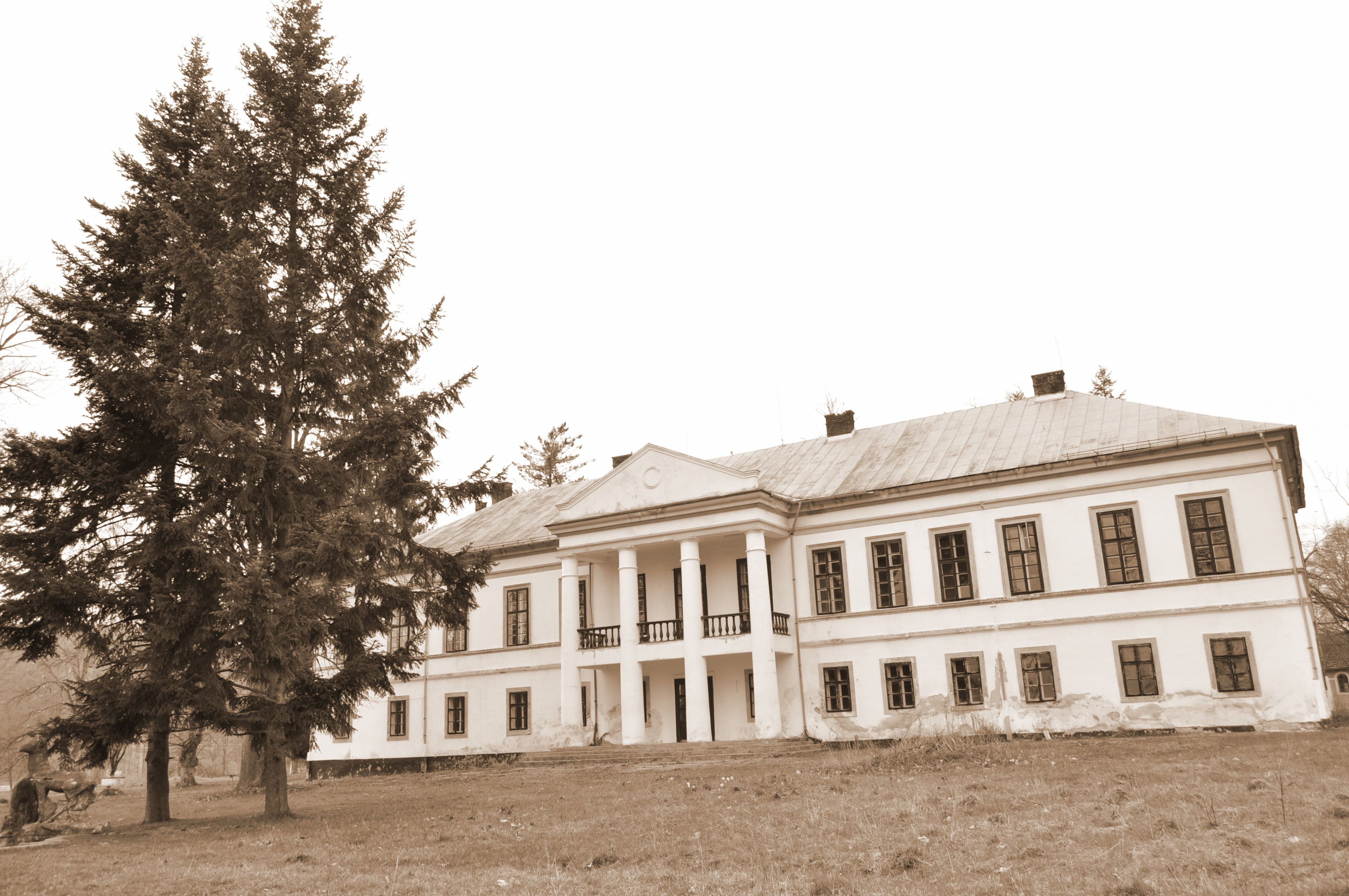
Kastell Salbeck

Petriș (deutsch Petrisch, ungarisch Marospetres auch Petris) ist eine Gemeinde im Kreis Arad, im Kreischgebiet, im Westen Rumäniens. Zu der Gemeinde Petriș gehören auch die Dörfer Corbești, Ilteu, Obârșia, Roșia Nouă und Seliște.

## Geografische Lage
Petriș liegt im Südosten des Kreises Arad, an der Grenze zum Kreis Hunedoara, in 106 km Entfernung von der Kreishauptstadt Arad.

## Nachbarorte
| Troaș     | Corbești                                    | Almășel       |
| Temeșești | Kompassrose, die auf Nachbargemeinden zeigt | Almaș-Săliște |
| Zam       | Seliște                                     | Toc           |

## Geschichte
Die Ortschaft Petris wurde 1337 erstmals urkundlich erwähnt. 
Die heutige Ortschaft Petrisch wurde 1743 durch Verlegung der alten gegründet. Im Laufe der Jahrhunderte traten verschiedene Schreibweisen des Ortsnamens in Erscheinung: 1743 Petrisch, 1808  Petris, 1839, 1847 Petris, 1858–1900 Petris, 1909 Petriș, Petris, 1913 Marospetres, 1921 Petriș, Marospetres, 1925 Petriș, 1950 Petriș.
Nach dem Frieden von Karlowitz (1699) kam Arad und das Maroscher Land unter österreichische Herrschaft, während das Banat südlich der Marosch bis zum Frieden von Passarowitz (1718) unter Türkenherrschaft verblieb. Auf der Josephinischen Landaufnahme ist Petris eingetragen.
Aus den Zeitdokumenten von 1778 geht hervor, dass das Gut der Familie Salbeck gehörte. Die Familie Salbeck war eine deutsche katholische Adelsfamilie, die um 1733 den Salzeintreiber von Hunedoara stellte. Nach der Niederschlagung des Bauernaufstands von 1784 ließ Graf Salbeck das Dorf Petrisch mit all seinen Häusern in unmittelbare Nachbarschaft des Kastells verlegen, wo es sich auch heute noch befindet. Graf Salbeck ließ das Kastell renovieren und im neoklassizistischen Stil umbauen, sowie den 18,8 Hektar großen Park anlegen.
Infolge des Österreichisch-Ungarischen Ausgleichs (1867) wurde das Arader Land, wie das gesamte Banat und Siebenbürgen, dem Königreich Ungarn innerhalb der Doppelmonarchie Österreich-Ungarn angegliedert. Die amtliche Ortsbezeichnung war Marospetres.
Der Vertrag von Trianon am 4. Juni 1920 hatte die Grenzregulierung zur Folge, wodurch Petriș an das Königreich Rumänien fiel.

## Bevölkerungsentwicklung
| 1880 | 4844 | 4757 | 64  | 16 | 7  |
| 1910 | 5131 | 4960 | 108 | 49 | 14 |
| 1930 | 4295 | 4220 | 28  | 20 | 27 |
| 1977 | 2335 | 2332 | 2   | 1  | -  |
| 1992 | 2020 | 2006 | 9   | 4  | 1  |
| 2002 | 1871 | 1855 | 10  | -  | 6  |
| 2021 | 1283 | 1174 | 8   | 4  | 97 |